# ブランダイス大学

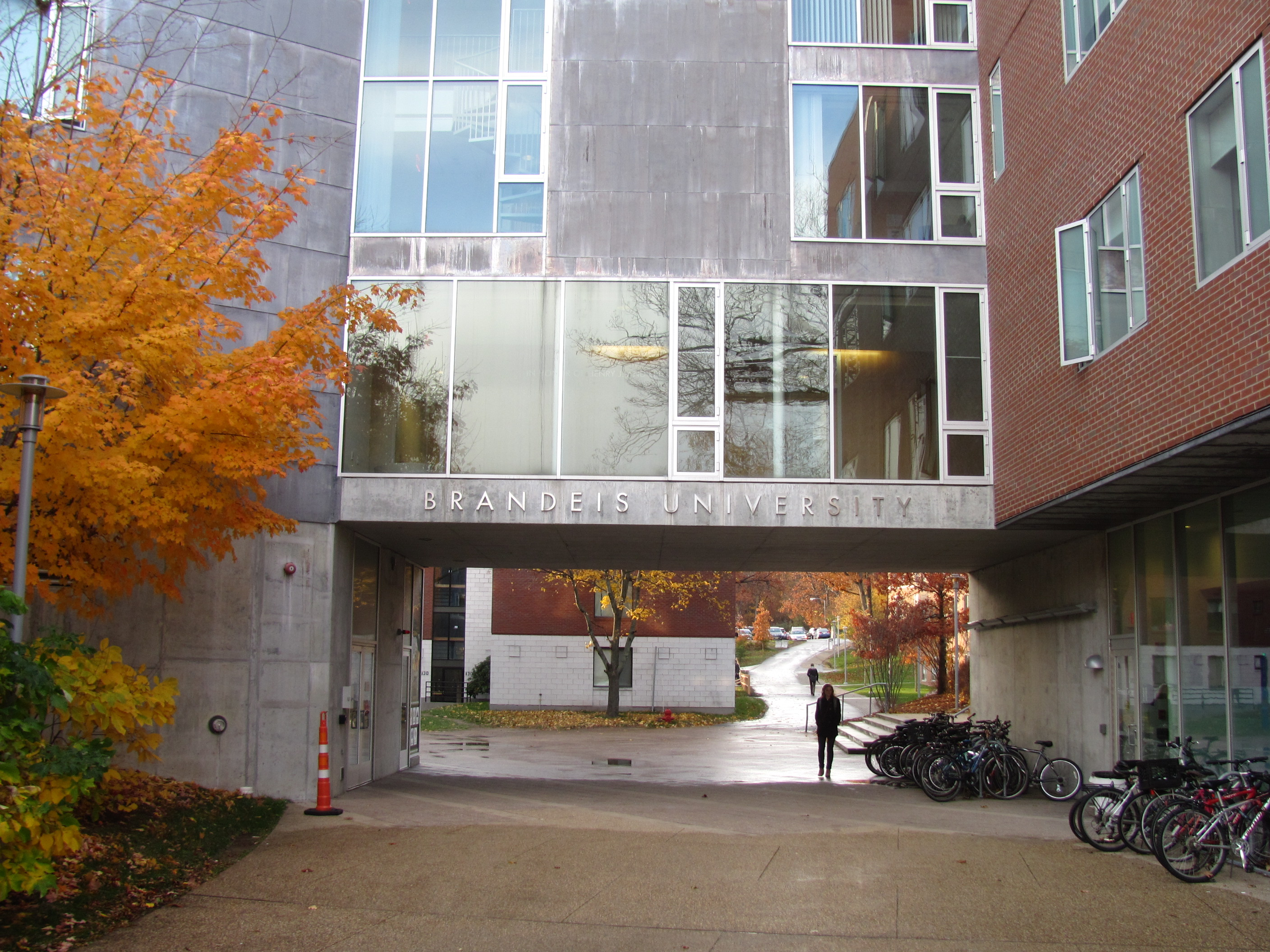

ブランダイス大学（ブランダイスだいがく、Brandeis University [ˈbrændaɪs]）は、アメリカ合衆国マサチューセッツ州ウォルサム市にある私立大学。
ユダヤ教徒の出資によって1948年に設立された。ユダヤ系高等教育機関としては珍しく、宗教教育や宗教に基づいた教育を目的としない大学とされる。しかし全米、そして世界中から優秀なユダヤ系の教員や学生が集まるため、ユダヤ系以外の学生は半数以下に留まる。歴史は浅く学部のバラエティーにも欠けるがリベラルアーツを重視する優秀な高等教育機関の一つとして知られ、数多くの著名人を輩出している。近年はユダヤ系以外の留学生の受け入れを積極的にしている。
なお、大学院レベルになると「The Heller School for Social Policy and Management」は特に著名であり、社会政策学の分野でトップクラスの教育機関と評価されている。

## キャンパス
キャンパスには、三つの教派（ユダヤ教、カトリック、プロテスタント）の礼拝堂があり、特定の宗教に特化した教育を行わないという大学の性格を象徴している。
また、比較的新しい大学なので、キャンパスセンターをはじめ、入学管理センターなど新しいスタイルの建築が目立つ。

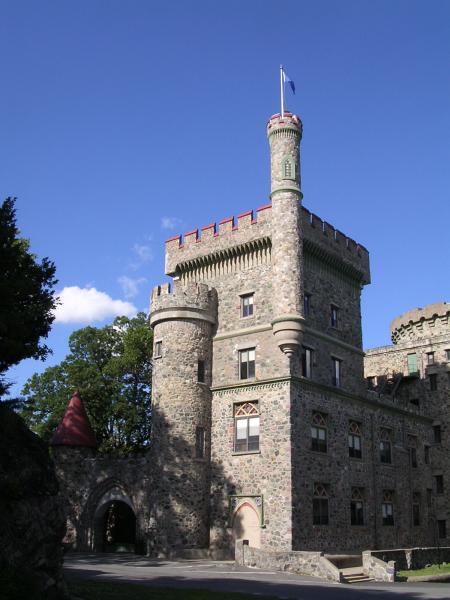

## ランキング

### 主要世界大学ランキング
- THE世界大学ランキング: 第201-250位（2018年度）[6]
- QS世界大学ランキング: 第411-420位（2018年度）[7]
- 世界大学学術ランキング: 第301-400位（2017年度）[8]
- CWUR世界大学ランキング: 第232位（2017年度）[9]

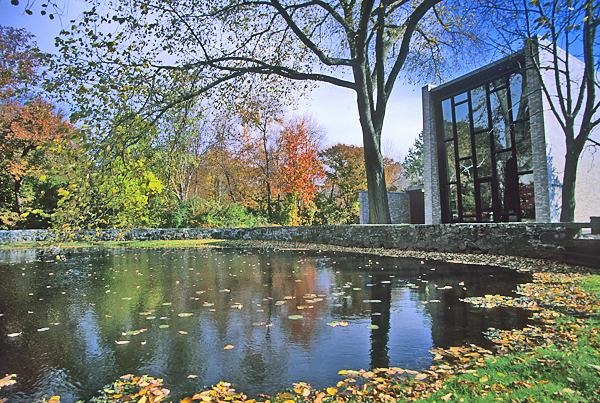

### U.S.News & World Report大学ランキング
- 世界大学ランキング: 第253位（2018年度）[10]

- 全米大学総合ランキング：第34位（2018年度）[11]

## 歴史
校名は初めはアルバート・アインシュタインを記念してアインシュタイン大学と命名する予定だったが、当時まだ在命中のアインシュタインはこれに反対し、結局ユダヤ教徒としてはじめて最高裁の判事に任命されたルイス・ブランダイスを記念して命名された。

## 組織
- The College of Arts and Sciences
- The Graduate School of Arts and Sciences
- The Heller School for Social Policy and Management
- Lown School of Near Eastern and Judaic Studies
- Rabb School of Summer and Continuing Studies
- Brandeis International Business School
- The Volen National Center for Complex Systems
- Cohen Center for Modern Jewish Studies

## 教員
- レイ・ジャッケンドフ
- ロバート・アート
- ロバート・コヘイン
- ジェームズ・プステヨフスキー

## 著名な出身者
- アルジュン・アパデュライ（人類学者）
- ミッチ・アルボム（コラムニスト）
- エドワード・ウィッテン（理論物理学者、フィールズ賞受賞者）
- マイケル・ウォルツァー（政治哲学者）
- ジーン・ベスキー・エルシュテイン（政治学者）
- 奥田道大（社会学者）
- デヴィッド・クレーン（テレビプロデューサー、脚本家）
- トニー・ゴールドウィン（俳優）
- バリー・ニューマン（俳優）
- ジョージ・サイトティ（英語版）（第6・7代ケニア共和国副大統領）
- アン・ティクナー（国際関係学者）
- ジュディス・リッチ・ハリス（心理学者）
- 鳥井信宏（サントリーBWS社長）
- ニコライ・バッシレフ（ブルガリア共和国副首相）
- マーシャル・ハースコビッツ（テレビ・映画監督）
- 広中和歌子（政治家、第28代環境庁長官）
- トーマス・フリードマン（ジャーナリスト）
- クリスティー・ヘフナー（PLAYBOY Enterprises, Inc 会長兼最高経営責任者）
- アビー・ホフマン（政治活動家）
- ゲイル・ホルデ（第45代アイスランド共和国首相）
- ロデリック・マキノン（生物物理学者、ノーベル化学賞受賞者）
- ゲイツ・マクファーデン（女優）
- ジャネット・アクユズ・マッテイ（天文学者）
- デブラ・メッシング（女優）
- レスリー・ランポート（数学者）
- ディミトリ・ルーペル（英語版）（スロベニア共和国外務大臣）
- マイケル・サンデル（政治哲学者）
- バラック・クシュナー（歴史学者）
- 津村俊夫（言語学者、聖書学者）
- キャレン・アーレンベック（数学者）
- ドリュー・ワイスマン（免疫学者）

## 日本の大学との関わり
慶應義塾大学経済学部との間でダブルディグリー・プログラム協定を締結している。5年または5.5年でブランダイス大学の修士課程が取得可能となっている。